# Rotherham Central
Rotherham Central – stacja kolejowa w Rotherham, w hrabstwie South Yorkshire, w Anglii (Wielka Brytania). Stacja nazywała się oryginalnie Rotherham, w styczniu 1889 zmieniono nazwę na Rotherham and Masborough, a obecna nazwa obowiązuje od 25 września 1950. Stacja została otwarta w 1871.